# Kiezie
Kiezie – wieś w Polsce położona w województwie mazowieckim, w powiecie sokołowskim, w gminie Sterdyń.
| SIMC    | Nazwa    | Rodzaj    |
| ------- | -------- | --------- |
| 0690460 | Kółko    | część wsi |
| 0690476 | Młynarze | część wsi |

W latach 1975–1998 miejscowość administracyjnie należała do województwa siedleckiego.
Mieszkańcy wyznania rzymskokatolickiego należą do parafii św. Anny w Sterdyni. 